# Carel Steven Adama van Scheltema (dichter)
Carel Steven Adama van Scheltema (Amsterdam, 26 februari 1877 - Bergen, 6 mei 1924) was een Nederlandse socialistische dichter.
Adama van Scheltema studeerde korte tijd medicijnen, werd toneelspeler, dreef een kunsthandel om zich dan geheel aan de literatuur te wijden. Hij trad toe tot de SDAP (een deel van zijn oeuvre bestaat dan ook uit socialistische gedichten). Op 24 oktober 1907 trad Adama van Scheltema in het huwelijk met Annie Catharina Kleefstra.

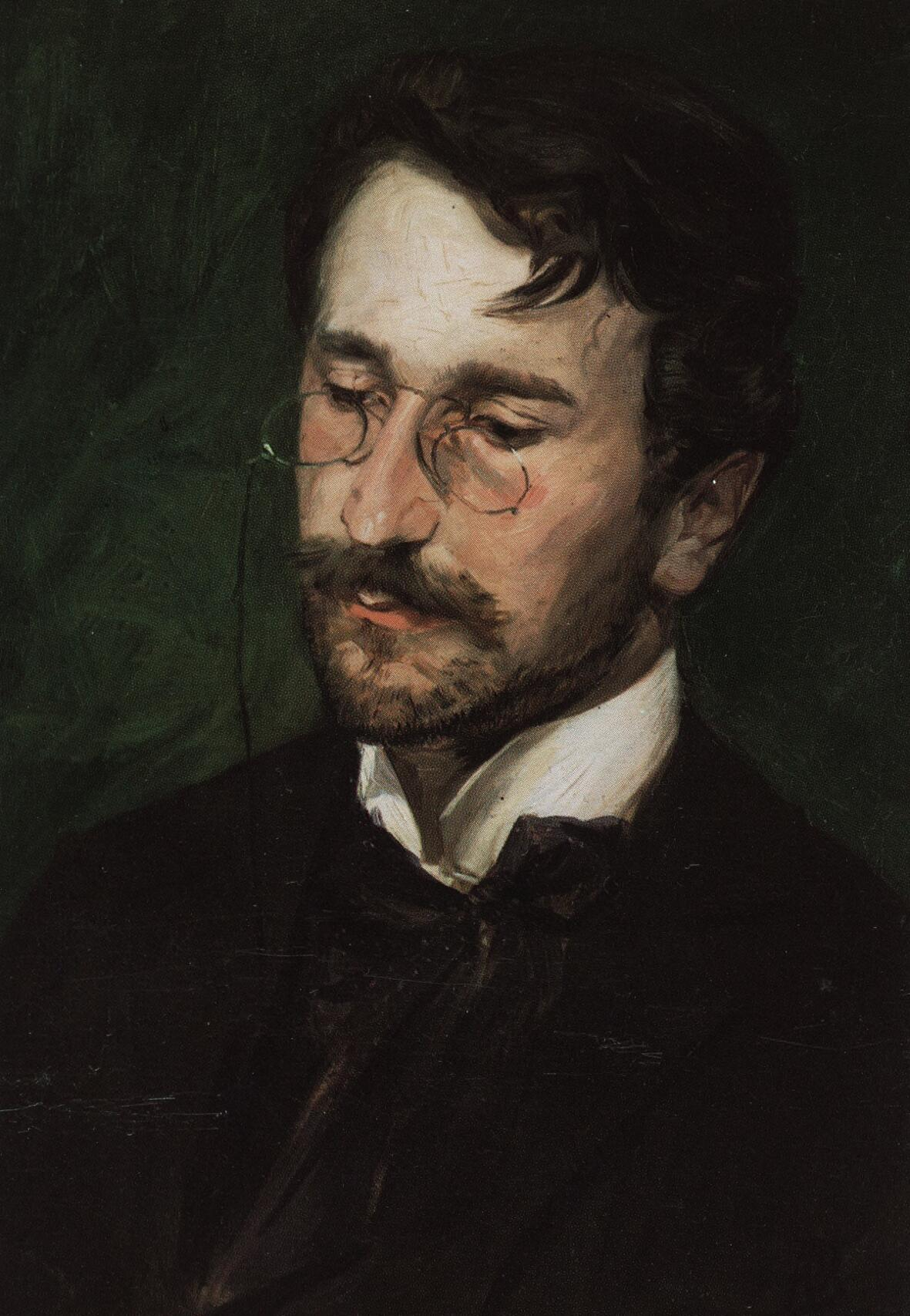
C.S. Adama van Scheltema

Adama van Scheltema wilde tot een nieuwe volkskunst komen en bestreed vanuit die gedachte ook de Tachtigers. In De grondslagen eener nieuwe poëzie (1907) bestreed hij de "kunst omwille van de kunst"-gedachte, en pleitte in plaats daarvan voor kunst omwille van de mensen om je heen. En verder: Een gedicht moet zijn een muziekstuk van woorden en gedachten, dat door zooveel mogelijk onzer medemenschen kan worden gevoeld en begrepen. Zijn gedichten vallen dan ook op door de eenvoud. Zijn politieke gedichten worden tegenwoordig niet meer zo op prijs gesteld, maar zijn natuurgedichten bevallen nog steeds.
Zijn tekst "Polder met jouw witte wegen en jouw sloten aan den kant" werd op muziek gezet door Johannes Wierts.
In de Volkszangbibliotheek van de Nederlandsche Koorvereeniging staat een  koorbewerking van "Zondag" door Cornelis Dopper (1870-1939)
De gedichten "Voorbij", "Avondgebed", "Stilte", "Verlangen" en "Bede" werden door kerkmusicus Willem Vogel getoonzet.
Hij overleed in Bergen op 47-jarige leeftijd. Hij was de kleinzoon van de predikant Carel Steven Adama van Scheltema.
Amsterdam eerde hem net als Delft met een Adama van Scheltemaplein, waarop ook het Gedenkteken Adama van Scheltema uit 1933 staat, dat er eerder stond dan dat het plein zijn naam droeg. Ook de weg in Bergen (N.-H.) waaraan Adama van Scheltema in villa 'De Windroos' woonde, is naar hem vernoemd.